# Bahnhof Anykščiai

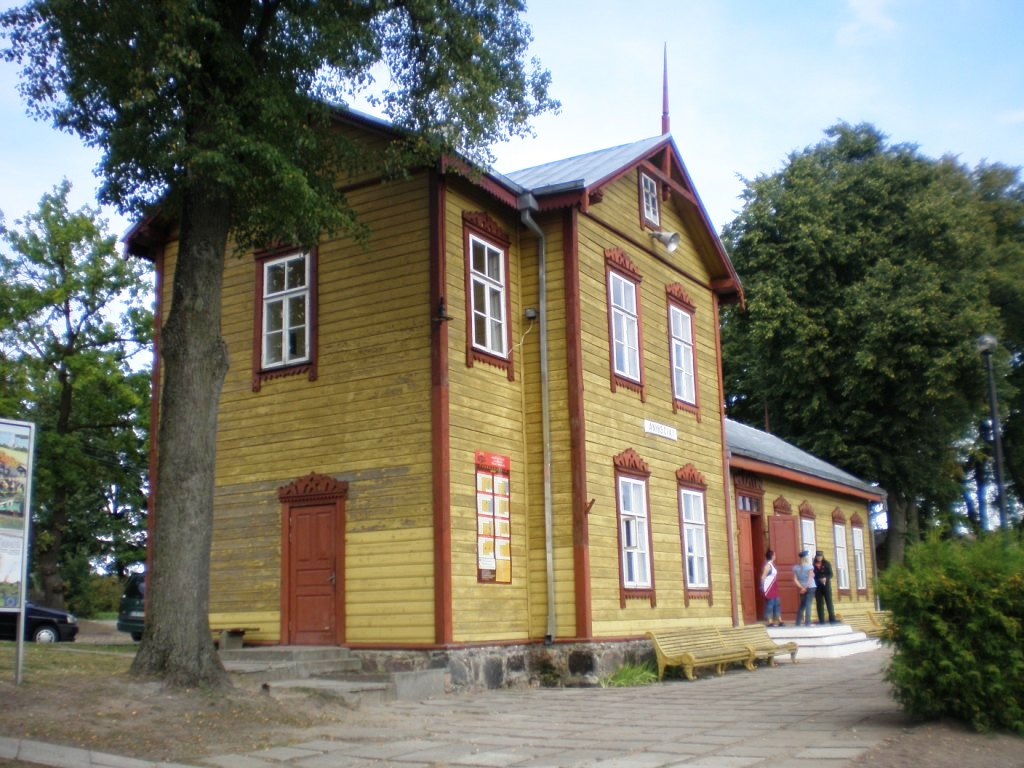
Bahnhofsgebäude

Der Bahnhof Anykščiai (litauisch Anykščių geležinkelio stotis) ist ein Bahnhof in der Stadt Anykščiai in Litauen.
Er befindet sich im nördlichen Stadtteil an der Schmalspurbahn-Strecke Rubikiai–Anykščiai–Panevėžys. Die Strecke wird von der Museumsbahn Aukštaitijos siaurasis geležinkelis betrieben. An ausgewählten Tagen wird Zugbetrieb durchgeführt.
Als Bauwerk der Technik, Architektur und Kultur wurde er zum Denkmal erklärt. Gegenüber dem Hauptgebäude gibt es ein Eisenbahnmuseum.

## Geschichte
Der Bahnhof wurde 1901 erbaut. 
Im Juni 1941 und von 1948 bis 1951 wurden Massendeportationen nach Sibirien von diesem Bahnhof aus durchgeführt. 
Man beförderte danach Quarzsand. Seit 1999 werden keine Güter mehr befördert. Seit 1996 wird es als Kulturdenkmal geschützt.